# 澳門賽馬會

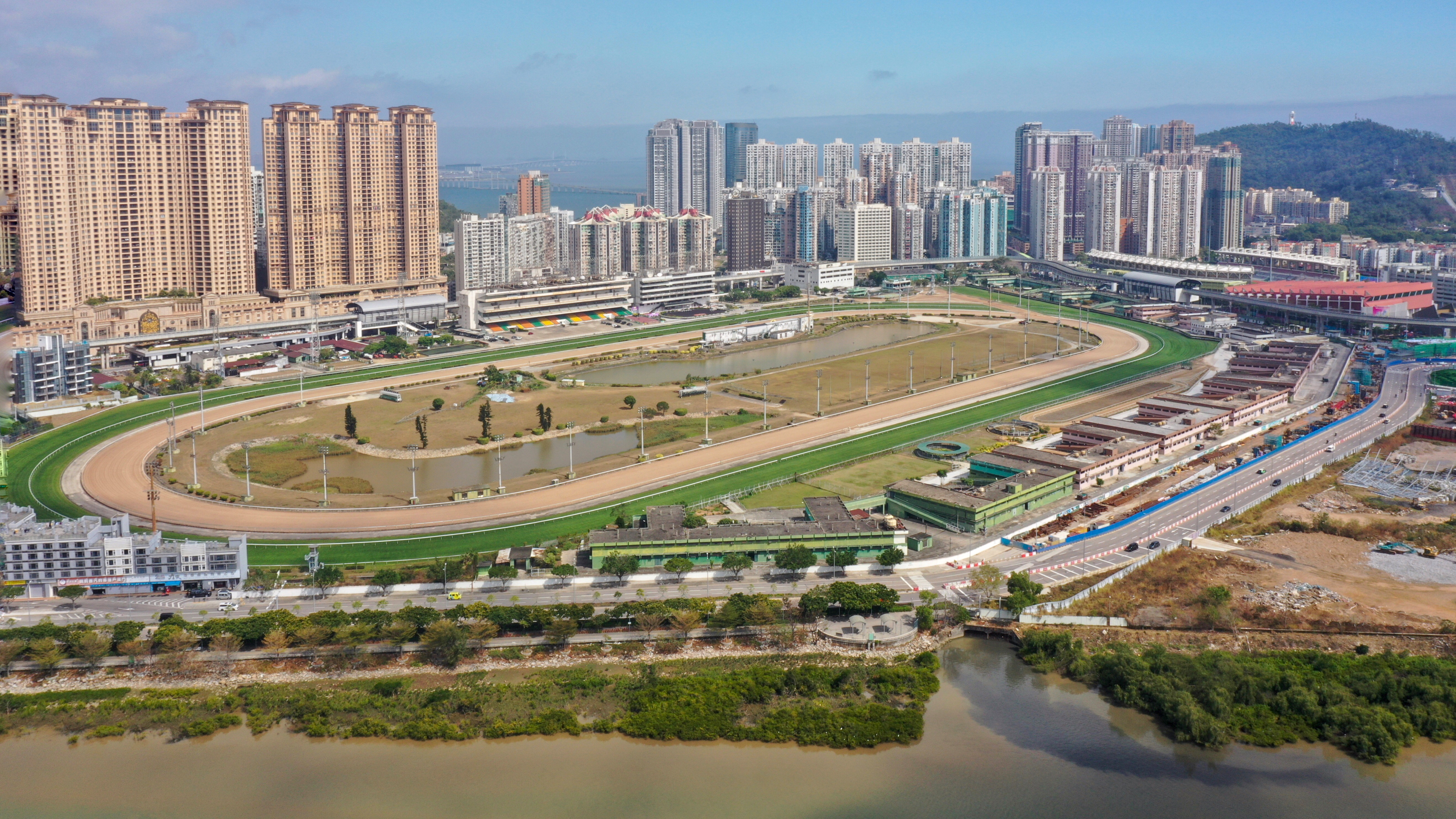
氹仔馬場

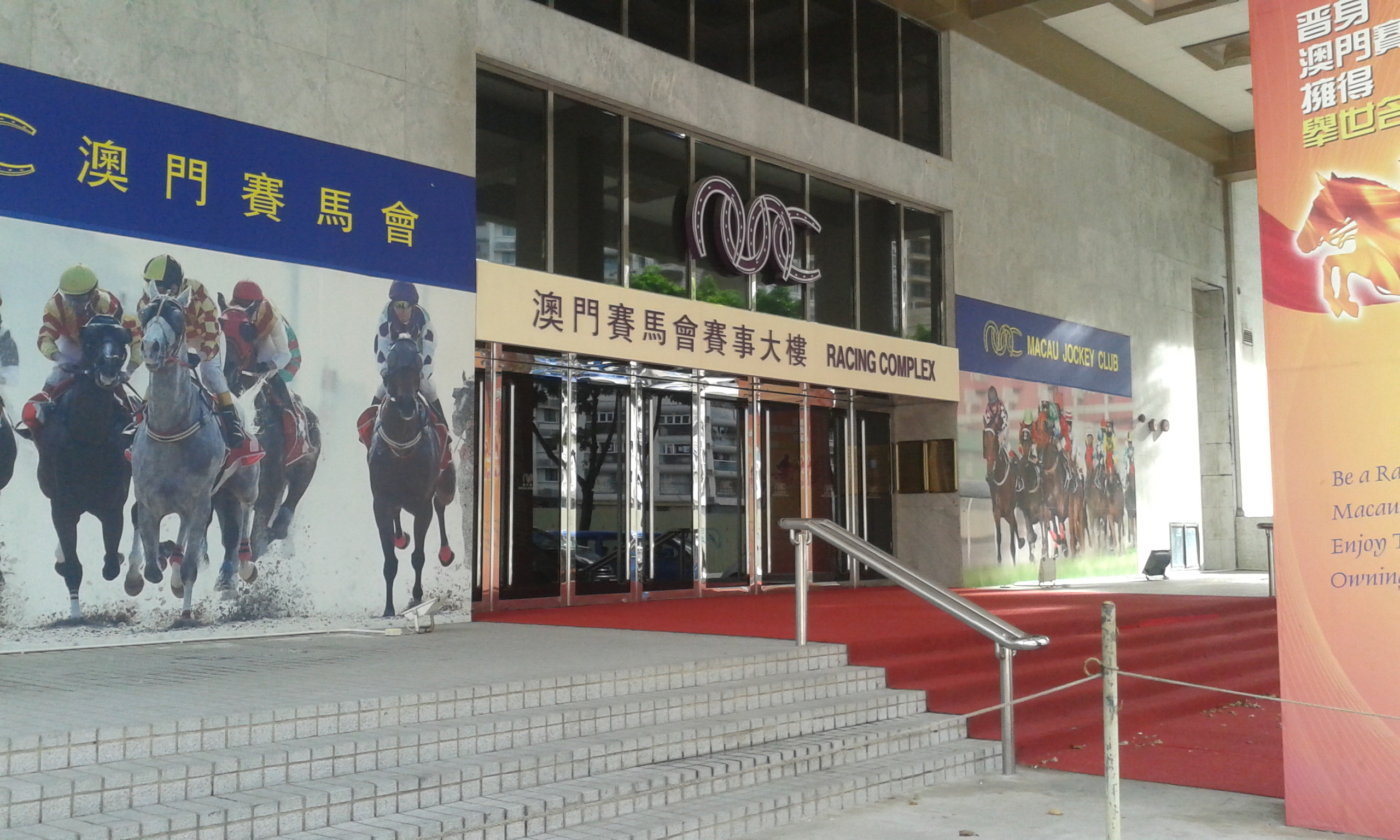
澳門賽馬會賽事大樓

澳門賽馬會（英語：Macau Jockey Club，簡稱：MJC），於1989年成立，在澳門舉辦賽馬運動，並接受投注。澳門賽馬會前身為澳門賽馬車會，澳門賽馬會是由賭王何鴻燊旗下信德集團持有。因經營困難，2024年4月1日起澳門政府解除澳門賽馬會專營合約，澳門賽馬會同時終止運作。
澳門賽馬會負責管理大型馬場，馬場建於氹仔馬場，設有草地跑道及沙地跑道。跑道呈橢圓形，圓周長一哩（1600米），轉直路彎前有一小山丘；草地直路長約370米，寬28米，可容納14匹馬競賽；而沙地直路則約長320米，闊21米，可容納12匹馬競賽。賽事以順時針方向進行，草地賽事路程分別有1200米、1500米及1800米。至於沙地賽路程分別為、1050、1350、1510及1600米。
澳門賽馬會曾經有18座馬房，提供1256個馬格予現役馬匹，並有一座達國際水平之檢疫馬房，供進出口馬匹檢疫之用，檢疫馬房可同時容納60匹馬。另設有一座配備空調的休養馬房，可供28匹馬使用。同時亦闢馬房供退役馬及騎術訓練學校使用。
澳門賽馬會於澳門及香港設有會員會所，為會員提供飲食及康樂設施。
澳門賽馬會全年編跑賽事，賽季由每年9月份第三個周六或日開始，至翌年8月底煞科，一年僅於9月休賽三周。自2018年9月起，每星期基本編有一至兩天賽事，逢周五舉行夜賽及於非香港賽日之周六或日編跑日賽或黃昏賽，每日編排約六場賽事，逢香港及澳門賽事日均會同時轉播星加坡、馬來西亞、南非或澳洲賽事。
澳門賽馬會曾是澳門最大私營機構之一，僱有全職員工逾1400人（其中逾700人屬於馬房員工），兼職員工逾800人。
自澳門回歸以後，澳門賽馬會與香港賽馬會的關係漸趨密切。2004年初，港澳馬會首次合作，分別於兩地馬場舉辦埠際賽事，直至2023年最後一屆港澳盃。
2005年1月，香港政府批准澳門賽馬會在澳門接受香港賽馬的投注。2006年度馬季，澳門賽馬會分別與馬來西亞賽馬公會及逸園賽狗場合作，日賽與馬來西亞馬會進行雙邊投注服務，夜賽轉播賽狗。2007年度馬季，澳門賽馬會更與新加坡賽馬會合作，引進新加坡賽事，而賽狗則暫停轉播。

## 歷史

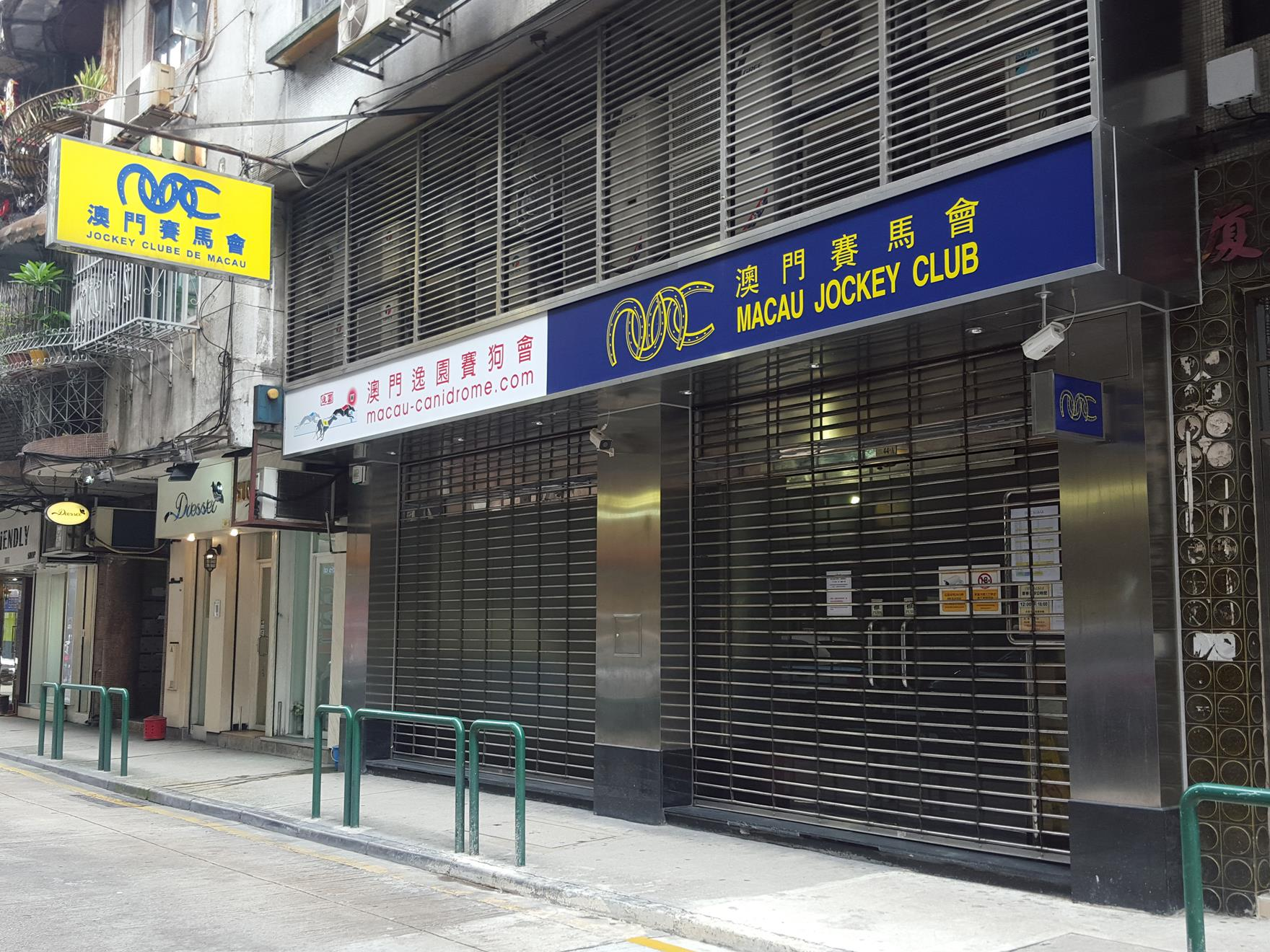
位於新橋的投注站

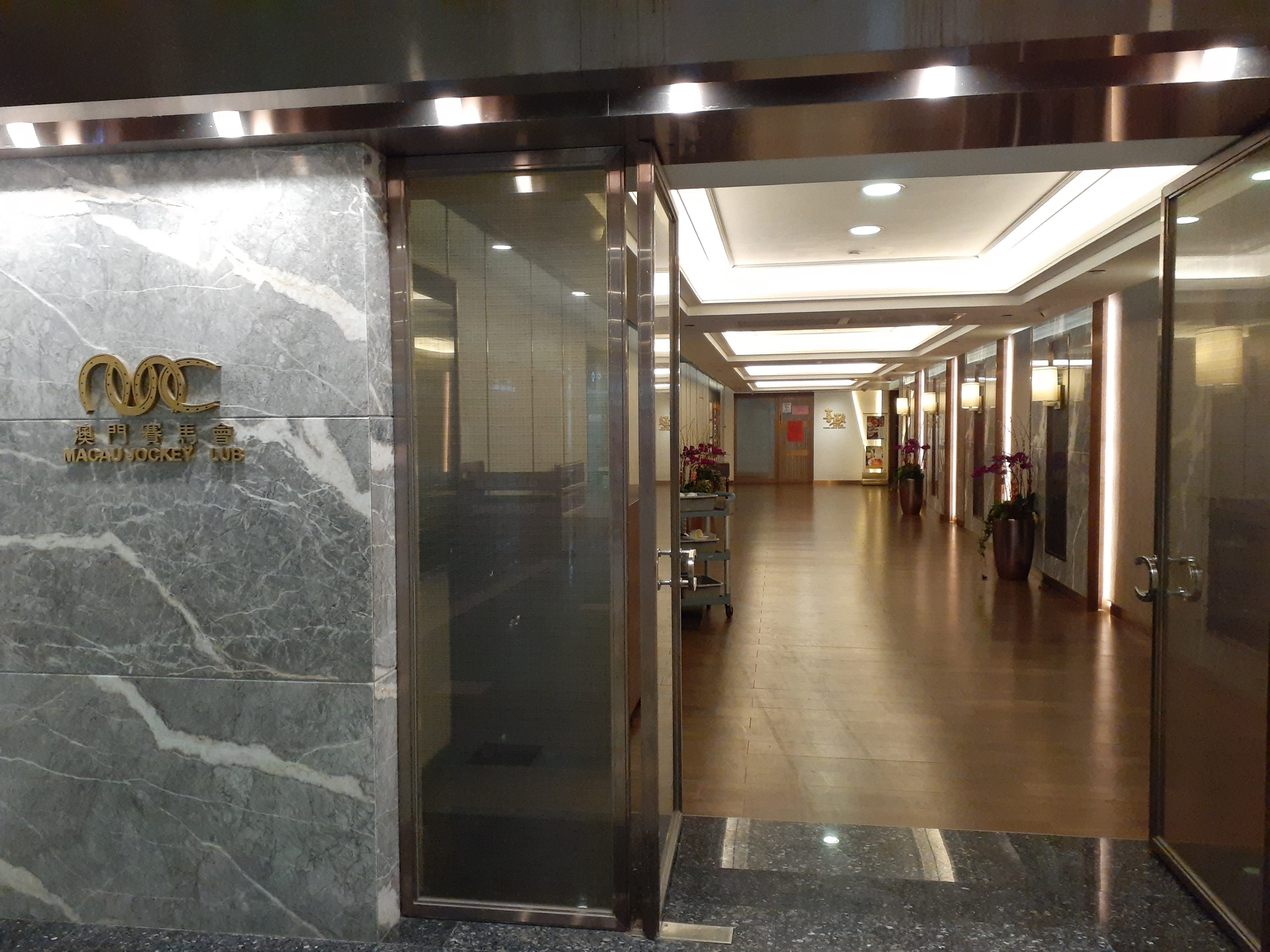
位於香港上環的會員會所

### 起始
葉漢和何鴻燊於澳門博彩業上不歡而散後，葉漢希望引進新元素和何鴻燊競爭。當葉氏於國外留意賽馬車的逢勃，便向澳葡政府申請引入賽馬車運動。
而何鴻燊為了回應葉漢的計劃，提出了發展平地賽馬的計劃；但澳葡政府最終接納了葉漢的計劃。
1980年9月6日下午，澳門賽馬車場開幕，由時任澳督伊芝迪與葉漢主席剪綵，當晚八點舉行首場賽事。當時標榜賽馬車運動為亞洲首創，但未受歡迎，後來賽事投注每况愈下令經營出現困難，卒於1988年停辦。
1988年，以建築業起家的曾曉村與人合夥成立的台灣「朕偉投資開發股份有限公司」（據聞以經營地下投資為主的企業）投資30億元收購澳門賽馬車場，並將之改造爲平地賽馬場，是當時台資在澳的最大投資。朕偉集團接手經營澳門賽馬車會，改註冊成立澳門賽馬有限公司，獲批准澳門賽馬專營權，曾曉村擔任澳門賽馬會第一屆主席。澳門賽馬會在海外採購400多隻馬配售予馬主, 並獲多位香港騎師及練馬師渡江加盟, 經過一年多的籌備，於1989年9月10日舉行首日賽事，由時任澳督文禮治主持開幕儀式, 首日投注額1800萬澳門幣。為吸引香港人加入成為會員，澳門馬會更在香港銅鑼灣糖街設立會所提供飲食及康樂設施供會員使用。
但澳門馬場開業後，便遭逢多方面不利因素影響： 香港賽馬會為保障收益，便向當時港英政府申請增加賽馬日及接受海外賽馬投注並獲批准；此外由於馬匹質素參差，賽事競爭性較低欠吸引力，加上澳門本地人口不多及管理運作欠完善，開業一年便出現財政困難，入不敷支，且一直拖欠工程承建商的工程費，承建商於是入禀澳門法院請求查封馬會資產。法院其後於1990年12月24日派遣執達吏會同澳門警察直衝馬會電腦大樓，關掉賽事投注電腦，並更換電腦房大門的鐵鎖，馬會工作人員全部撤離，業務完全停頓。而位於銅鑼灣的第一代香港會所亦於開業不足一年後關閉。
最終，由何鴻燊爲首的港、澳財團，集資10億元收購澳門賽馬會繼續經營，新股東以4.5億元購入澳門賽馬會51%股權（不含債務），另5.5億元則作爲備用發展，使賽事得以在1991年2月恢復。財團其後於上環信德中心重設香港會所，除提供飲食及娛樂設施外，更提供賽事直播及電話投注服務，並發出練馬師牌照予香港馬評人「驃叔叔」董驃及持有新西蘭練馬師執照之香港藝人「阿叻」陳百祥，又於香港開設多個服務站提供電話投注及開設投注戶口服務，更授權亞洲電視轉播賽事，澳門賽馬漸受香港馬迷歡迎。在何鴻燊外甥前馬評人梁建民領導下，投注額年年上升，曾管理超過一千二百隻競賽馬匹，每年舉行超過八十天賽事，每次舉行8-12場， 比當時香港還要多。
香港政府為保障博彩稅收入及香港馬會利益，於是指示警方於1999年3月採取行動取締所有澳門馬會在港服務站, 其後在2000年修例禁止市民向境外博彩機構下注，亦嚴禁電視台於播放澳門賽馬時報導賠率等博彩資訊，促使亞視放棄播映權，香港馬迷此後只能於每年一度之澳港盃賽馬日向香港馬會投注澳門賽馬及觀看賽事直播。此舉令澳門本地賽馬事業大受打擊，投注額每況逾下，會員及馬主逐漸離場，直至2020年代初，澳門賽馬會只有二百多匹馬，每年只舉行約五十天賽事，每次作賽僅五場，同時轉播海外賽事以增加投注收入。

### 發展
1993年，創辦澳門見習騎師邀請賽，廣邀所有亞洲賽馬聯盟（前亞洲賽馬會議）成員國優秀見習騎師聚首交流。於2003年因受SARS影響而停辦一年。
1996年，為亞洲首間賽馬機構允許傳媒代表旁聽賽事研訊過程，增加賽會透明度及公信力。
1999年，主辦第二十六屆亞洲賽馬會議，十四個泛太平洋地區賽馬組織之首腦人物及行政人員雲集澳門進行研討會。
2004年，與香港賽馬會合辦首屆港澳盃及澳港盃賽事。
2005年，與香港賽馬會達成協議，接受對香港賽馬的投注。
2006年，分別與馬來西亞賽馬公會及澳門逸園賽狗會合作，日賽與馬來西亞馬會進行雙邊投注服務，夜賽轉播賽狗。
2007年，再與新加坡賽馬會合作，引進新加坡賽事，而賽狗則暫停轉播。
2008年1月13日，恢復舉辦國際見習騎師邀請賽。
2011年11月18日，舉行首場國際賽事澳門沙地精英盃。
2012年9月，與香港賽馬會達成協議，批准澳門對香港賽馬設立獨立彩池受注。
2014年9月，與香港賽馬會達成協議，批准澳門對香港賽馬設立雙向匯合彩池受注，實行兩年之獨立彩池取消。
2015年9月，澳門政府批准澳門賽馬會的專營權續期兩年，澳門賽馬會的專營權至2017年9月為止。
2016年9月3日，與美國大型系統供應商SPORTECH合作的全新投注系統啓用，所有投注渠道並不設過關、孖T、三T、六環彩等玩法，只設獨贏、連贏、位置、位置Q、三重彩、孖寶、三寶玩法。同時位於氹仔馬場之賽事大樓一樓由當日起劃分部份區域作為公眾投注區域並於澳門賽事日收取每人38元入場費，而看台大樓二樓冷氣公眾席則由當日起永久關閉。
2017年8月，澳門政府批准澳門賽馬會的專營權續期半年，澳門賽馬會的專營權至2018年2月28日為止。
2017年12月1日，現金投注渠道之混合彩池過關率先推出，大受馬迷歡迎，一張彩票最多可投注六關，過關投注推出後投注額亦明顯上升。相較舊時的單項彩池過關，混合彩池過關更令馬迷投注得心應手，亦增添投注趣味。
2017年12月9日，英國網上博彩網站「博發（Betfred）」受注澳門賽馬會賽事，並將注項匯入澳門賽馬會彩池
2018年2月27日，經濟財政司司長梁維特透露，政府決定批准延長澳門賽馬會之專營特許合同，為期24年6個月，至2042年8月31日為止。馬會未來將分段投入15億元，以完善現有設施及增加非博彩元素。
2018年9月增設網上投注混合過關。
2019年1月3日，澳門賽馬會獲澳門政府續約24年半，專營合約延長至2042年八月底，馬會將計劃投資35億元至45億元，分四期展開翻新工程和增建設施，包括在馬場中間興建中央公園的綠化和體育設施，以及建造馬匹主題公園、騎術學校和酒店等。

### 終結
2023年8月下旬，有媒體報道澳門賽馬會新年度賽期遲遲沒有公佈、續期承諾仍未兌現、澳門政府拒絕馬匹入境等等多個原因，暗示馬會不欲再經營且專營權會被政府收回。
澳門賽馬公司2023年向特區政府提出，由於公司經營出現困難，且賽馬活動無法迎合現時社會的發展需求，因此申請解除經營賽馬專營批給合同。
2024年1月15日上午，澳門政府經濟財政司司長李偉農與澳門賽馬會簽署文件，自同年4月1日起解除澳門賽馬會專營合約，澳門賽馬在同日起終止。現有之289匹馬會在2025年3月30日前妥善移轉到其他地方，氹仔賽馬場的土地與設施無償交還給澳門政府。
2024年3月30日，氹仔馬場舉行最後一次日間賽事，當天合共安排十四場賽事向馬迷告別。頭場賽事定於中午12:30開跑，尾場賽事定於晚上7:00開跑。
晚上7時08分，氹仔馬場上演澳門歷史上最後一場賽馬，該場賽事亦為當日第十四場賽事，由吳日安為最後賽事講述沿途走位。騎師普健士策騎馬匹頂峰神驅，奪得澳門賽馬史上最後一場頭馬。
賽後澳門賽馬會隨即舉行2023/2024年度馬季頒獎儀式，由澳門前冠軍騎師杜頓頒發予勝出者，奪得澳門最後一屆冠軍見習騎師為李路（該季奪頭二十場頭馬）；奪得澳門最後一屆冠軍騎師為馬雅；奪得澳門最後一屆冠軍練馬師為劉志森。
頒獎儀式後，會方播出告別卡向各馬迷、馬主、會員、合作夥伴及員工等道別。
道別卡內容如下（背景純音樂為「友誼萬歲」-『電影「五個小孩的校長」電影歌曲』純音樂 )：
「 隨著今日賽事的順利完成，澳門賽馬亦正式落下帷幕，完成其歷史任務！本會謹此答謝澳門特區政府、澳門市民、馬迷、馬主、合作伙伴以及會員多年以來的鼎力支持；更要感謝過去多年努力，堅持付出的所有同事！惜別是歲月的見證，也是永恆的瞬間。
本會祝願各位身體健康，萬事如意！祝願澳門特別行政區經濟蒸蒸日上，祖國繁榮昌盛！」
一眾嘉賓及員工亦於頒獎儀式後，在凱旋門旁邊的頒獎台合照留念。從此之後，澳門賽馬正式終結以及澳門賽馬歷史劃上完滿句號。
2024年3月31日，澳門賽馬會最後一次受注海外轉播賽事（香港及馬來西亞雪蘭莪州賽事)。從此之後，澳門的賽馬投注歷史暫告一段落。澳門賽馬會隨即於翌日（4月1日）停止運作並展開處理馬匹安置等後續工作。
2025年4月1日，澳門賽馬會網站停止運作。

## 另見
- 香港賽馬會
- 澳門賽馬
- 氹仔馬場
- 澳門賽狗